# Buchnera humpatensis
Buchnera humpatensis är en snyltrotsväxtart som beskrevs av William Philip Hiern. Buchnera humpatensis ingår i släktet Buchnera och familjen snyltrotsväxter. Inga underarter finns listade i Catalogue of Life.